# Fred Jordan
Fred Jordan, geboren als Alfred Rotblatt (geb. 9. November 1925 in Wien; † 19. April 2021 in Brooklyn) war ein österreichisch-amerikanischer Verleger.

## Leben
Alfred Rotblatts Vater war ein in Österreich lebender Pole, er wurde 1938 nach der Reichspogromnacht aus dem Großdeutschen Reich ausgewiesen und konnte nach Belgien fliehen, wo er während der fünf Jahre deutscher Besatzung von Widerständlern versteckt wurde. Seine Mutter wurde 1941 in das Ghetto Litzmannstadt deportiert und Opfer des Holocaust. Seine Schwester Charlotte (geb. 1922) konnte 1940 mit einem Affidavit in die USA emigrieren. Alfred Rotblatt wurde Anfang August 1939 mit einem Kindertransport nach England geschickt, wo er auf der Great Engeham Farm bei Ashford einen Platz in dem von der Kinder- und Jugend-Alijah organisierten Zeltlager erhalten hatte. Anfang 1940 zog die Gruppe in ein winterfestes Quartier bei Barnstaple. Seine Schulausbildung schloss er in einer englischen Dorfschule ab, machte bei ORT in Leeds eine Ausbildung als Dreher und arbeitete in London in dem Beruf. Er schloss sich der sozialistischen Organisation Young Austria an. Jordan wurde 1943 Soldat der britischen Armee und wurde in Frankreich, Belgien, den Niederlanden und nach der deutschen Kapitulation in Bergen-Belsen und Celle eingesetzt.
Nach seiner Entlassung aus der Armee ging er 1946 als Journalist der U.S. Information Agency nach Wien. Er studierte bis 1949 Journalistik an der Universität Wien und wurde promoviert. 1949 wanderte er in die USA aus, wo er als Journalist arbeitete. 1955 wurde er Vertriebsleiter in Barney Rossets Kleinverlag Grove Press. Tatsächlich kümmerte sich Jordan in dem rasch expandierenden Verlag neben dem Vertrieb noch als Cheflektor um die osteuropäischen Autoren im Verlagsprogramm. Mit dem Druck einer US-amerikanischen Ausgabe von Lady Chatterley's Lover begann für den Verlag eine Serie von Prozessen, in der die Anwälte Charles Rembar und Ephraim London die strengen Regeln der Buchzensur in den USA aufweichten.
1957 stieß Richard Seaver zum Verlag und baute das französische Programm aus. Der Verlag hatte später bis zu 400 Mitarbeiter und bezog in New York aufwendige Büroräume. Jordan übernahm im Verlag die Leitung des Literaturmagazins Evergreen Review, das von 1957 bis 1973 erschien und bis zu 150.000 Exemplare verkaufte. In der ersten Nummer erschien ein Essay von Jean-Paul Sartre, im selben Jahr wurde die englische Übersetzung von Albert Camus’ Überlegungen zur Todesstrafe gedruckt. 1960 erschien Edward Albees Erstdrama The Zoo Story. Im Evergreen Review wurden Essays und Werke von Samuel Beckett, Jorge Luis Borges, Charles Bukowski, William S. Burroughs, Marguerite Duras, Jean Genet, Günter Grass, Norman Mailer, Henry Miller, Pablo Neruda, Vladimir Nabokov, Frank O’Hara, Kenzaburo Oe, Octavio Paz, Harold Pinter, Susan Sontag, Tom Stoppard, Derek Walcott und Malcolm X gedruckt. Allen Ginsberg und Jack Kerouac schrieben Kolumnen, es erschienen die Comicabenteuer von Phoebe Zeit-Geist und Barbarella.
1968 flog Jordan mit Rosset nach Bolivien, um nach Che Guevaras Tod Fragmente des Bolivianischen Tagebuchs ausfindig zu machen. Die 1968 erschienene Ausgabe 51 von Evergreen Review, die den The Spirit of Che ankündigte und eine Porträtzeichnung von Che Guevara auf dem Umschlag hatte, provozierte einen Bombenanschlag von Exilkubanern auf das Redaktionsbüro von Evergreen.
Jordan wechselte nach fast dreißig Jahren bei Grove Press als Herausgeber zu Pantheon Books, wo er nach dem Besitzerwechsel zu Random House André Schiffrin ablöste. Er brachte dort u. a. eine neue Übersetzung von Franz Kafkas Der Process heraus. Random House trennte sich bereits nach Ablauf seines Dreijahresvertrags von ihm. Von 1995 bis zum Jahr 2000 war er geschäftsführender Herausgeber der „Fromm International Publishing Corporation“, Jordan war dort der erste Verleger für Václav Havel in den USA.

## Schriften (Auswahl)
- Vereinigte Staaten von Amerika : die subversive Rolle der Pornographie. In: Dieter E. Zimmer (Hrsg.): Die Grenzen literarischer Freiheit: 22 Beiträge über Zensur im In- und Ausland. Nannen-Verlag, 1966, S. 139–149